# 小行星10780
小行星10780（10780 Apollinaire）是一颗绕太阳运转的小行星，为主小行星带小行星。该小行星于1991年8月2日发现。

## 轨道参数
小行星10780的轨道半长轴为2.6162080 UA，离心率为0.197。